# Jezerska zlatovčica
Jezerska zlatovčica (znanstveno ime Salvelinus umbla) je vrsta postrvi, ki je naravno razširjena v Alpskih jezerih Evrope.

## Opis
Jezerska zlatovčica se zadržuje v globljih delih jezer, kjer se hrani z rakci, žuželkami in drugimi vodnimi živalmi. Odrasli osebki lahko tudi plenijo druge ribe. Med drstjo se zadržujejo v bližini kamnitega in peščenega dna na globinah med 30 in 120 metri globine.
V Sloveniji je jezerska zlatovčica invazivna vrsta. Prvič je bila v Slovenijo vnešena leta 1928, ko so jo iz Italije naselili v Krnsko jezero, leta 1943 pa so jo iz Avstrije naselili še v Bohinjsko jezero.